# 宵闇眩燈草紙
『宵闇眩燈草紙』（よいやみげんとうそうし）は、八房龍之助による日本の漫画作品。、『月刊コミック電撃大王』（メディアワークス）にて連載された。単行本は全7巻。同作者の作品『仙木の果実』『塊根の花』（『ジャック&ジュネ』シリーズ）と内容がリンクしている。
タイトルの「眩燈」を「幻燈」と記されることがあるが、これは誤りである。

## 概要
大正時代の日本を思わせる場所（詳細は後述）を舞台に、もぐりの医者「木下京太郎」、荒事の得意な「長谷川虎蔵」、古道具屋を営む妖しい女性「麻倉美津里」を中心に繰り広げられるオカルト・ホラー・アクション作品。
大きく分類すると、全巻通して1話単発から3話で構成される短編と「寄群編」「シホイガン編」に分けられる。1〜2巻まではキャラクターも単発出演が多かったが、3巻以降は全体通してつながりが見て取れるようになる。

## 登場人物

### レギュラー
木下 京太郎（きのした きょうたろう）
中肉中背・特に目立った特徴の無い顔立ちで近眼、美津里謹製の四角の眼鏡を愛用する一般人代表（?）のモグリの医者。年齢は第参〜四巻時点で28歳、第七巻時点で30歳。元は真面目な医者見習だったようだが、血を見るのが苦手でまともな医者を諦めた経歴があり、コミック序盤〜中盤は医者というよりも単なる幇間でしかない。父の遺産で古家を相続し、近所を散策中に美津里の「眩桃館」を見つけて眼鏡を作ってもらったのを縁として以降知り合いとなる。その眼鏡は「見えすぎた」為に、京太郎は父と兄弟（隠喩）になる破目に。性格は凡そ小心で真面目だが、自分の小物っ振りに切れる事も多々在り。虎蔵や美津里の人外の力を羨ましく妬ましく感じる事もあるが、終盤では「なるようにしかならない」と悟ってしまった。この漫画で数少ない（超常的能力を持たないという意味でも）「普通」な人である。
「寄群編」以降は美津里に師事することで医者としての腕は上がったようだが、「表沙汰になったら後ろに手が回るような治療法（どう見てもこの時代の医療ではない）」を扱うため相変わらずモグリのままである。
しばしばヒトの範疇から外れた存在から懐かれたり助けを求められたりするが、その事について本人は平均的な一般人以下しかない身体能力と正義感が薄く諦観した性格のためあまり好ましく思わず、「なぜ虎蔵や美津里のようなもっと相応しい者の方に行かないのか?」と思っている。なお、作者によればそれは京太郎に彼女らを惹きつける魅力があるというよりは、虎蔵や美津里は危険すぎるため消去法で彼を選んでいるに過ぎないとしている。
長谷川 虎蔵（はせがわ とらぞう）
京太郎の家に居候している隻眼に黒ずくめの青年で、何事にも大雑把な発言・行動を見せるナイスガイ。実年齢は40歳前後だが外見年齢は20代後半。多数の日本刀（両手両足で使用）や巨大な数珠、方術を使う腕っ節担当（ただし射撃は苦手）で、中盤の話から天狗の力を持つと推測される。雷を撃つ際に唱えているのは道教の雷法。また忍術にも通じていると思われ、隠匿術（相手に気づかれないように物を隠し持ち、あたかも何も無いところからそれを取り出したように見せる技術）や空蝉の術・分身の術等も多用する。
女には優しいがフェミニストではない。口絵のキャラクター紹介いわく「“女は家の中でおとなしくしている弱い生物”という男尊女卑思考の延長」とのことで、しばしば「女が煙草を吸うのは感心できない」などといった内容の台詞を言う。話の中で良く女郎屋通いをするシーンがあり、最終話で美津里に強制召喚された時も「取り込み中」だった。
「飛烏龍（フェイ・ウーロン）」「エドワード・ロング」「スクリーミングクロウ」などとも呼ばれるが、長谷川虎蔵を含め本名かどうかは定かでは無い。
曰く「木気の人」。元々は農民の倅だったらしいのだが、渡来系の大天狗（いわゆるマレビト）から大団扇を継いでおり、普段は眼帯の下の右目に封印している。大団扇の力を借りることで羽を生やして飛ぶことができる。また、大掛かりな方術を陰陽五行を使って組むこともある。
物語終盤、低気圧として顕現した異形のものを取り込むことで、巨大な右目を持ち羽が生えて右腕が大団扇と一体化したかのような姿（低気圧モード）に変身するようになる。「力尽く」で物事を解決する（というよりぶち壊す）ことができるようになったためか、呑み込んだ低気圧の帰省本能の影響か、性格・行動は更に大雑把になった様子。そのため、技の精度が落ちていることを本人も理解し危惧している。
本作で最も厄介事にかかわっている人物であり、「シホイガン編」では主人公の一人である。また、作中では見開きと次ページ1コマでしか語られていないが、「シホイガン編」以降、世界各地の開いた「穴」（「向こう」側に続いていると思われる）を極点以外塞ぐと言う、過去最大級の期間で連載出来そうな大冒険をこなしている。その際には「いろいろあった」で片づけているが、一大国家の機密組織と思しき存在やその構成兵、「海神様」（後述）クラスの化物・ロボット、巨大な（神か何かの）足、ラスキン卿のパワーアップしたクスィ・アンバーの姿、身の丈をはるかに超える大型武器、謎のヒロインなど、「いろいろ」で片づけるには余りに大きすぎる内容だった模様。
なおシホイガン市最寄の町から北上した場所には、異形と一体化しパワーアップした彼をベアクローでボコった熊がいる。虎蔵は餌にされかけるも、給仕をすることで勘弁してもらえたらしい。
本作では武力行使で最も出番のある人物であり、暴力に躊躇がなかったり大雑把で適当だったりするが、受けた仕事には真面目で知人への配慮はあるなど、ある種のダークヒーロー・アンチヒーロー的要素を持っている。
麻倉 美津里（あさくら みつり）
古道具屋「眩桃館」の妖艶な女主人で、長い黒髪と終始口元に怪しい微笑を持つ年齢不詳の眼鏡美人。因果律を良く知っているようで、直接的な干渉は控えて基本的には横からちょっかいを出してニヤニヤしている人。他のどのキャラクターにも（いろいろな意味で）一目置かれ、多種多様の深い知識を持つ「魔女」である。実際に自ら戦闘を行うことはないが、作中でも屈指の実力者であるラスキン・虎蔵・馬などがこぞって勝利出来ていない。また、ラスキンを筆頭に多数の登場人物に嫌われており、それなりに付き合いのある虎蔵・京太郎らからも表に出さずとも嫌っている場面がある。だが、当人はそれらもどこ吹く風で過ごせるなど、非常に異質な精神性を持っている。
色を好む性格らしく、男女はおろか種族さえも無視して性的な関係を結ぶことに抵抗がない。作中では大っぴらに行われることはないが、におわせるような言動や描写が多数存在する。
『仙木の果実』収録の短編「魔法使いの弟子」によると、欧州の貧農の末娘であったが口減らしで魔法使いの元にやられたらしい。そこである程度の修行をしたのち、殺して脳を食べるという方法で「師の薀蓄」（＝知識）を手に入れた。弟子になるものがいないからと使い魔を召喚しようとして、出てきた天使（ガブリエル）の脳も食べたというきわめて罰当たりな経歴がある（だだ甘で不味かったという）。
短編の口絵では、若返りの術式を完成させたとされており、詳細が本作で描かれている（「みつつぼ」参照）。
短編によると『現代』と思われるあたりで「2世紀半生きている」と述懐している。
『宵闇』本編では非合法で麻の委託栽培や取引を行っており、作者曰く「麻がいっぱい入っている倉を持っているから麻倉」とのこと。また、TRPG風な紹介では「町人Aに収めておかないと収拾がつかなくなる」とまで言われている、一種のジョーカー。最強クラスの存在ではあるが、その力を振るうには因果律に絡んだ制限があるほか、「海神様」クラスの相手と力比べ出来るような存在ではない模様。
別名「ソフィア（ジャック&ジュネでの自称名）」「ご老体」「ワルプルギスの魔女」「麻倉屋」。

### 準レギュラー
馬 呑吐（マー トンツー）
元とある大陸マフィアの道士で殭屍使いで、語尾に「〜アル」と付ける怪しい中国（？）人。極端に明るい物言い・太い短矩・黒丸サングラス・普段からトレンチコート&ソフト帽&葉巻というステレオタイプな中国人マフィアの格好をしている。本人が死人使いという「土気」の属性を強く持つ為、天狗と言う「木気」属性を強く持つ虎蔵とはとことん相性が悪い（相克の関係）。実は800年余り存在し、真祖とまで言われるほどの吸精鬼であり、虎蔵いわく「健康のために日光浴をする」「灰にして7つの海に撒いたが1ヶ月で復活」「倒すには封殺するしかないがそれができるほどの道士は本人のみ」との事。ただ、長寿ではあるが我欲がかなり強力で「我を通しながら人生を楽しむ」を常としている。
相性の悪い虎蔵に対抗するためを含め、自らを「生物的にワンランクアップ」させるため、ヒヒイロカネを自らの骨格として300年ぶりに新生するが、そのことが災いして物語終盤に特殊な形で封印（？）される事になる。
吸精鬼としての能力やその不死身に近い再生力もあり、作中でも屈指の実力者。
林 潤花（リン ルンファ）
大陸マフィアの女幹部（香主）でショートの髪の似合うアジア系美人。真面目にシマを増やす為に活動しているようだが、馬や虎蔵に係った挙句に大体酷い目に遭うのが定石。「腹上にて飼う」では美津里から買った本に因り更に苦境を味わう。もともと虎蔵とは取引を潰されたり脅迫を受けたりと敵対関係にあったが、馬 呑吐がいなくなった後用心棒を頼むことになる。性格は多少抜けたところはあるようだが、平気で拷問したり仕事の為なら策を選ばなかったりと立派にマフィアの面は持っている様子。
何かとトラブルに巻き込まれることが多く、徐々に慣れていく。
秘書
潤花の秘書。黒髪の美女。潤花に対して真っ当に忠誠心を見せる女性であり、潤花からの信頼も厚い。肝の座った性格であり、黒トランクをめぐっての事件で左腕を失っても仕事には出たり、襲撃されると分かっている中でも情事に及んでいた。左腕には義手が付いている。虎蔵に気に入られているらしく、腕を失った数日後にせまられ、さらにのちシホイガン編開始前の襲撃事件の際には彼と事をなしていた。
大澤 操（おおさわ みさお）
「ひとかたの」の一件において、従兄弟である由貴彦の治療を京太郎に頼みに来た娘。とある名人形師の孫娘で、祖父は美津里と馴染みらしく「離れからくり」に定評があった（美津里談）。この一件にて色々とあったが、最終的に祖父の技術を継いで「由貴彦さん」を作り上げる。その後は縁にて美津里に様々な用事を持ち掛けられ、一行と良く行動を共にする。
和風の切髪を後で結った所謂「大正浪漫」的な外見を持つ娘だが、事件前は塞ぎがちであった性格も事件後はかなり吹っ切れたようで、どんな事も「由貴彦さん」と共に微笑みながらこなすようになる。吹っ切れて以降は一見明るく社交的になるが、どこか無機質で精神的に人間離れしたところがあり、ある意味でジュネ（後述）に近い精神性を持っている。
大澤 由貴彦（おおさわ ゆきひこ）
操の従兄弟で、線の細い感じの美男。操が両親を亡くして以来彼女の後見人として共に暮らしていたが、ある時謎の刀傷を負って京太郎の元に担ぎ込まれる。生前は操に懸想しており、何とかして操を自由の身にしてやろうと画策していた。「おもいおもて」で胴を真っ二つに寸断されたが、その後操の手で「由貴彦さん」として復活する。「由貴彦さん」となって以降、彼の意志があるのかどうかは不明。お遣いに出された際は操に擬態し彼女の思考をトレースしたような行動をとっていた。
『布団の向きを変えたら助かるはずのない怪我から持ち直した』というのは落語の「死神」という演目が元ネタ。
笹森 房八（ささもり ふさはち）
名前はもろに和風だが、外見は欧州人ぽく、洋装の似合う髭に丸眼鏡のダンディ。抜け忍であったが逃亡中に美津里と出会い、整形による新しい外見と婿入りによる新しい名前を得て現在に至る。いつもニコニコし客人・知人には親切にしている反面、根はかなり淡白で薄情でビジネスライクな面が強い。一応旅館「古那屋」の主人という事になってはいるが、追っ手の目に止まらないことと美津里の義理で使い走りをしている所為でめったに店には居ない。そのため、常に一人にさせているぬいには負い目を感じている。主に徒手での体術を使い、また「四六の蝦蟇」や「隠遁の術」等の忍術も得意とする。作中であまり使うことはないが、非常に巨大なカギ付き十字手裏剣など、多彩な武装も持っている様子。列車をどうにかしてしまうなど隠密として様々なことをなせる。
ぬい
房八の妻で、旅館「古那屋」の女将。セミロングの髪と口元の黒子が色っぽい和装の美人だが、留守がちの房八に代わり殆ど一人で旅籠を切り盛りしている。お淑やかでお茶目さや気の利くところもあり、面の皮以外は普通の人である。
アーノルド・ラスキン
医者にして魔法使い（どちらかというと錬金術師寄り）にして剣士の、スキンヘッドと顎鬚と片眼鏡の似合う老紳士。美津里とは古い知り合いらしく、外国で人魚に関わることになったために一行と絡むことになる。できるだけ物事への介入を避ける美津里と違い、「特異な技術者が負うべき責任がある」と進んで因縁・因業の帳尻を合わせようと動く正義感の強い性格をしているため、いかなる事象も楽しむ美津里を強く敵視している。
本シリーズ、および「J&G」シリーズを含めて、数少ない良識人かつ善良な人間。多くの場面で正論や説教を語るが、相手が悪いことが多く聞きいれてもらえることはほとんどない。その性格上、困っているもの・苦しんでいるものを見捨てられず、また「力をこれ見よがしに振るう」ものを嫌う。
言葉通り刀を「消費」する虎蔵と違い、真っ当に刀や剣を振るうのを得意とする（猛者相手が多いためよく砕けているが）。様々な剣を所有しているようだが、とりわけ日本刀に愛着を持っている様子。また、巨大な八本腕の鎧姿の女神像（巨大ロボ）である「偶神クスィ・アンバー（つづりは「キシオムバーグ」とも読める。キシオムバーグはエターナル・チャンピオンシリーズに登場する混沌の神で剣の女王と称される）」を操り戦うことも多い。反面、虎蔵や馬のような物理的に強力な術を見せる場面は少なく、魔法はもっぱら探知や転送などの補助的な形でしか戦闘で使用しない。
ジャック・S（セトフォード）・カーライル
好事家で魔法使い。『ジャック&ジュネ』シリーズの中心人物その1。詳細はそちらを参照。
ジュヌビエーヴ・コトフォード
「ジャックの友人」で助手の女性。『ジャック&ジュネ』シリーズの中心人物その2。詳細はそちらを参照。
椎名さん（しいなさん）
「寄群編」より登場する褐色肌のブロンド美人。年齢は詳しくは不明だが大凡10代後半らしい。馬 呑吐によって西蔵からさらわれてきたが、紆余曲折を経て京太郎のところに下宿することになる。名前は本名では無いが、方言が強く主人公達には発音できない言葉であったため、聞き取れる範囲で「しーな」と呼ばれることとなる。別名「マコトちゃん」。性格は至って常識的なものであるが、住んでいた村が馬 呑吐によって殺戮されたことが多少トラウマ的に残っている様子。一族の血統的な遺伝体質を強く継承しており、満月前3日間に限って「黄金色の鎧装サイ」（美津理は「Behemoth け？」と『ウィザードリィ』ネタで呼んでもいた）に変身することができる。その膂力は馬 呑吐やジャックが欲しがるほど（同種の強化人間にも軽く触れるだけで殺せる）のもので、ジャックが「とある宗教団体を背景にした組織」の仕事によって継続的に研究しているらしい。
また、来た当初はどことなくよそよそしく大人しめな一面があったが、2年間京太郎家で過ごした結果ノリノリではしゃいだりする事も。そのため、特殊な背景を背負っている以外は比較的年相応な少女と言える。京太郎に対してはそれなりに好意を持っているようだが、それが恋愛感情であるかは明確に描かれてはいない。
朱乃（あけの）
虎蔵がひいきにしている遊女。それなりの労苦を重ねてきたらしく、いろいろと悟ったようなところがある。あまり話に絡むことは無いが出番は少なくない。

### ゲスト
人魚娘
「汐曇り」「汐待ち」「汐溜まり」に登場する、金髪碧眼の可愛らしい少女。さらわれたところから逃げ出し彷徨っていたところを京太郎に保護され、彼になつく。件の人魚姫伝説と同様に口が利けない反面、魅了（チャーム）を自然に使用する事ができる。そのため、一時的に京太郎は彼女に対して恋心のようなものを抱いていた（「人魚の涙」は以降も持っており、「地獄の王国」で手に入れた「成田山のアミュレット」に入れていた）。「買い受け元」から追われ、追い詰められた京太郎を庇って顔を撃たれ、海へ落ちて行方知れずとなる。
河村
初出は「人魚編」でブローカーとして「買い受け元」に少女を売り込む。トレンチコートにソフト帽という出で立ちで猪首の老人顔だが、体術は虎蔵かそれ以上の力量を持ち、とりわけ水辺では圧倒的な強さを見せた。亀の化身らしく「寄群編」で「海神様」に仕えている事が判明する。忠誠心は厚く、愚かな主であるとは知っていながら奔走する。「寄群編」終盤で海に沈み海神様の遣いとなって以降は消息不明。
出海
河村と同じく、「海神様」に仕えるペンギン（？）の化身。モーニング姿でいつもにこやかな表情をしているが、河村と同様に体術を良く使うほか鋭い鼻は武器にもなる。「寄群編」終盤であらかたの財宝珍品を火事場泥棒して以降は、消息不明。『海神様』に仕えており川村と同じ組織に属していたようだが、あまり川村ほど熱心な忠誠心は見せない。また、本来仕える主が別であることをほのめかす言動があるが、詳細は不明。
鮫島
河村と同じく、「海神様」に仕える鮫の化身。支那服にオールバックという姿であったが、馬 呑吐との取引の最中に乱入してきたラスキンによって首を飛ばされる。
司書
「地階の王国」に登場。美津里の書庫を管理する司書。巨躯で悪魔的な容貌（ウィザードリィに登場するメイルフィックに似ている）をしているが、物腰は丁寧で親切である（本の返却を間違えた京太郎に本のある階だけでなく、十進法分類ではないことまで懇切丁寧に告げている）。なお、京太郎が返却しに来た本は「How to Hatha Yoga」。
拓
「でいがん」に登場。表の顔として面屋、裏の顔として口入屋を営む。虎蔵の知り合いで度々仕事を持ちかけていたが、京太郎に恨みを持つ母親に取り憑かれて虎蔵に首を刎ねられる。
ムーチー・マーディガン
「まれびとのうた（シホイガン編）」に登場。愛称はムチュ。黒人で、オカマ言葉を話す。何年か前に虎蔵と組んで「仕事」をしていたらしく、シホイガンを訪れた虎蔵と出会い行動を共にする。モーゼルを2丁両手で同時に使う凄腕のガンマンだが、「浮気はしない主義」と他の銃を使いたがらない性癖（というよりもジンクス）がある。カフェ・ミルストンの店主の娘ミシェルに惚れているため、献身的に彼女を守ろうとする。虎蔵同様フェミニストではなく、自分に近づいて金を盗もうとした女を、シャブ漬けにして風俗に売り飛ばしたことがある。また、敵であれば老若男女わけ隔てなく撃つ。
ビリー・ザ・キッド
サンダラーの持ち主と決闘する事にこだわる老ガンマン。実は馬呑吐の殭屍であり、ビリーではなく保安官のパット・ギャレットである。記憶の欠落に基づく混濁から自身をビリーと思い込むほか、記憶が欠落しており決闘以外のことは頭にない。
改造忍者
一時的に身体能力を強化できる特殊体質を持つ忍者の一族の中から、ジャックの施した改造手術により更に一段階上の能力を手に入れた者たち。マントヒヒをモチーフとしたものとカマキリをモチーフにしたものの2体が登場する（前者は鉄球を武器とする）。「低気圧モード」の虎蔵に負けるが、いずれ再生忍者として復活するらしい。
オリビア・ミルストン
シホイガンで喫茶店（地下ではもぐりの酒場）を営む金髪ストレート碧眼の美人店主。ムーチーの気持ちに気付いており、ミシェルを託す。ピーターとは別居中であるが、時折様子を見に来る程度には仲がいい模様。ストダート社に攫われそうになった時分にシスター・ジョスリンに撃たれ、最後は店の奥でダイナマイトを使って自爆死する。
マイケル（ミシェル）・ミルストン
オリビアの娘だが、物語序盤では男装（？）をしておりマイケルと名乗る。オリビアに似た外見をしているが、普段は長い髪をバンダナで隠している様子。だがムチュはそれを見抜いており、彼女に惚れていると物語終盤で告白する。普通ならばヒロイン的ポジションであるが、ストーリー展開の性質上、あまりそういった展開にはならない。
ピーター
モヒカン・髭面・体半分に刺青を入れた筋骨隆々の老人で、ガンスミスショップ・シノーラの銃職人。白人だがネイティブアメリカン・ナイアート族の伝承を受け継ぐ最後の一人。「シホイガン編」終盤では斧で異形の者を切りまくるという豪傑振りを見せる…が、実は本物のビリー・ザ・キッドであり、自分をビリーと思い込んだパット・ギャレットと壮絶なサンダラーでの打ち合いを行う。実はミシェルの実父でもあり、妻と思われるオリビアとも不器用ながら絆はある模様。
神父
シホイガン編の悪役の一人。一見すると自らの教区が少しずつ蝕まれ信仰が失われる様を憂う神父であるが、実際は（自分の信じる）神から毒電波を受信しているキ○ガイ神父。同じく狂信的なシスター達を訓練し従えている。その歪んだ信念故に終盤で虫のような触角が目となり、そののちに毒電波が強化され巨大な異形と化すが、虎蔵と馬 呑吐にひとコマで瞬殺される。
シスター・ジョスリン
キ○ガイシスターの筆頭格。オリビアに致命傷を負わせ、マイケルを拉致した。その歪んだ信念故に、終盤で異形と化す。仲間と共にピーターを追い詰めるも、ムチュに倒される。
管区長
多くのシスターを引き取る上記の神父の教会を、ストダート社からの依頼で取り潰そうとしていた小物（言っていることにもそれなりに理はあるのだが）。一見信仰より金銭を重視する小物ながら非常に人間臭さにあふれた人物であり、終盤で思わぬ見せ場を作る、シホイガンの数少ない生き残り。自身も危険な状況下で逃げ遅れた子供を救っているところなどから、一概に小ずるい小悪党というわけでもない。
熊
シホイガンより北部の山岳地帯に生息する熊。
低気圧の化身を取り込み地力が底上げされているはずの虎蔵をボコボコに圧倒した、凄まじいベアクローの使い手。少なくとも、馬 呑吐クラス（あるいはそれ以上）の実力者ということになる。
縄張りを荒らすよそ者には厳しい半面、目下の者には紳士的であり、給仕にしていた虎蔵と別れる際には、その餞別に大量のハチノコを持たせている。決して本編に顔を出しているわけではないが、異様な存在感を持っている存在。

## キーアイテム
見えすぎる眼鏡
眩桃館謹製のメガネ。京太郎と房八がかけている。普通の人には見えないものが色々と見えるようになる。
数珠
虎蔵が方術の補助に使ったり、ばらして飛ばしたりする、襷掛けできるほどの大きな数珠。刀にも変化する。
普段は隠匿術によって隠し持っており、掌を打ち合わせて出現させることが多い。
守り役
人間大の自動人形。操に近づくものを殺害して回っていた。
アタッシュケース
競売の目玉商品。なぜか見た目が同じものが3個あり、それぞれの中身は以下の通り。
1. サンダラーが入っていたもの。最終的に林の元へ。
2. 椎名さんが入っていたもの。ジャック製の保冷装置が仕込まれているが、循環系が甘い。「見えすぎる眼鏡」で見ると暗証番号が大きく書いてあったために、京太郎が開けてしまう。
3. 人魚の卵が入っていたものを、美津里の遣いで房八が落札、保護する。卵は美津里の店から強奪した馬の体を苗床に成長、海神に捧げられる。

人魚の涙
人魚娘が海に帰る際に遺したものを、京太郎が後生大事にお守りの中に入れて持っていた。おかげで、寄群編において水気を感じたラスキンから住人の仲間だと疑われることとなる。
虎蔵が林に語ったところによると「それを口の中に入れていれば水中でも呼吸できる」とのことだが、作中ではそう使われることはなかった。
天狗の大団扇
気圧現象との翻訳機。元はとある山を治めていた大天狗の持ち物。
由貴彦さん
からくり殺人人形。ぜんまいで動いているらしい。
変形による身代わりでお使いをこなし、プラスパーツとの合体で巨大化する。
サンダラー
オリハルコン製のシリンダーを持つ、中折れ式4連装リボルバー拳銃。屈強な肉体の持ち主でなければ、反動で肩が外れてしまう程の威力の弾丸を発射できる。決闘用の銃として2丁が作られた。
宗州草薙
低気圧モードの虎蔵が使用する、ノコギリ状の刃を持った巨大な刀のようなもの。

## 特徴
- 内容はおおむねインモラルなものであり（たまに下品なものもある）、いわゆる「萌え漫画」の掲載比率が高い『電撃大王』内において、『隻眼獣ミツヨシ』（ベクトルはもちろん異なるが）などとともに独自の雰囲気を漂わせた作品であった。
  - 遊女から堕胎させた水子を、京太郎が「薬と称して患者に飲ませた」と告白するシーン。
  - 林と虎蔵が地下牢で間者であった娘を拷問するシーン。
  - 怪物の仔を孕まされた妊婦が自ら鉈で首を落とすシーン。

等々。
- 3人のメインキャラを初めとして喫煙者比率が高く、喫煙シーン・タバコの書かれたコマが多い。
- 場所は日本とは明言されておらず、後書きなどにも「それっぽい場所」的に書かれていたりするものの、椎名さんに言葉を教える際にひらがなを使っていたりお金の単位が銭だったり「大陸の言葉のひとつも覚えられない」といった台詞があることから、普通に日本と考えるのが妥当と思われる。ただし、椎名さんがらみの台詞で「隣の国の文革」という言葉が登場するが、文革は1960〜1970年代であるため、一見すると時代と雰囲気が合わないが、ギャグ回に「珍走族」や「性感（マッサージ）」などという単語が出てきたり、未来の医療技術が持ち込まれていたりするように、未来を経て過去で因果律に縛られて行動する魔法使いたちの会話からは時代が推定できない。なお、シホイガン編は禁酒法下であることが明文化されているため、20世紀初め頃のアメリカが舞台であることがわかる。
- ボードゲーム、テーブルトークRPG、特撮、古典文学、クトゥルフ神話などを元にしたネタやパロディも多い。
  - 美津里の倉の中に存在するダンジョンが『Wizardry』である。「six feet rod」「成田山のアミュレット」「AC-3（アーマークラス-3）」等もRPGで出てくるアイテムやそのパロディ。司書は「マイルフィック」。
  - 「寄群編」は「クトゥルフ神話」の「インスマスの影」が下敷きである。
  - 「シホイガン編」は“The Creatures that ate Sheboygan”。
  - 「クロ子とグレ子」などのネタが散見される。

等々。
- 最終回までにいくつかの伏線は回収されているが、特に大団円的な終わり方はしておらず、非常にあっさりとした幕切れである。
- 「御負け」の内「其乃参」だけは単行本に収録されていない。これはメディアワークスより発行された同人誌「電撃大玉2号」に掲載されたものである（レギュラーメンバーで登場するのは美津里だけであり、時代も現代に近いため外伝的なものと思われる）。また、「其乃壱」は「大玉創刊号」に掲載されたものであるが、そのときは「御負け其乃壱」ではなく「しもねたの一席」となっていた。

## 単行本
- 第壱巻 1999年8月25日 初版･ISBN 4-8402-1263-5
さかしまに映る / ぬばたまのけもの / 腹上にて飼う / 汐曇り / 汐待ち / 汐溜り / ゆきずりのからす / 彼女の化石 / あとがき
- 第弐巻 2000年6月25日 初版･ISBN 4-8402-1582-0
やなりめ / でいがん / やせおんな / ますかみ / 地階の王国 / ひとかたの / かたけそう / おもいおもて / あとがき / 御負け
- 第参巻 2001年6月25日 初版･ISBN 4-8402-1860-9
つづらおれ / たちあがり / しおけぶり / みちいと / なかつぎ / がんどうがえし / しらかわよふね / まわりもの / あとがき
- 第四巻 2002年4月15日 初版･ISBN 4-8402-2090-5
はまちどり / なみまくら / うずしお / むかしむかし / 掻き散る事 / つまおと / 占め子の兎 / 破れ六方 / あとがき
- 第五巻 2004年5月25日 初版･ISBN 4-8402-2672-5
みになるはな/あさきめざめし（前編） / あさきめざめし（後編） / なかつぎ / ならずものうみをわたる / むかしなじみ / おにのこ / みつつぼ / つなぎ女 / あとがき
- 第六巻 2005年6月25日 初版･ISBN 4-8402-3097-8
〜まれびとのうた〜
- 第七巻 2006年10月15日 初版･ISBN 4-8402-3596-1
まれびとのうた / 睦月 / 皐月 / 文月 / 神無月